# Тристан-да-Кунья (острова)
Триста́н-да-Ку́нья (англ. Tristan da Cunha) — архипелаг в южной части Атлантического океана, входящий в состав британской заморской территории Острова Святой Елены, Вознесения и Тристан-да-Кунья.
Наряду с островом Пасхи и островами Питкэрн, архипелаг является одним из самых удалённых от материков населённых мест на Земле. Расположен в 2816 км от ЮАР, в 3360 км от Южной Америки и в 2161 км к югу от острова Святой Елены.
С 1956 года на арендованном у британцев участке острова Гоф размещена метеорологическая станция ЮАР.

## География
- Главный остров архипелага также носит название Тристан-да-Кунья. Единственный остров с постоянным населением. Расположен на 37°06′ ю. ш. 12°16′ з. д.HGЯO. Площадь — 98 км².
- Инаксессибл (37°19′ ю. ш. 12°44′ з. д.HGЯO), площадь 14 км².
- Найтингейл (Соловей) (37°25′ ю. ш. 12°28′ з. д.HGЯO) — 3,4 км².
  - Найтингейл (Соловей) — 3,2 км².
  - Мидл — 0,1 км².
  - Стольтенхофф — 0,1 км².
- Гоф (Гонсало-Альварес) (40°19′ ю. ш. 9°55′ з. д.HGЯO) — 91 км².
- Множество мелких островков и скал.

Тристан-да-Кунья — остров вулканического происхождения, появившийся около 1 млн лет назад. Высочайшая точка острова и всего архипелага — гора Куин-Мэрис-Пик (2062 м над уровнем моря). Зимой её вершина покрыта снегом. Куин-Мэрис-Пик — действующий вулкан, извергавшийся с момента открытия острова несколько раз.
Остров Тристан-да-Кунья имеет скалистые берега, горный рельеф и многочисленные овраги, которые местные жители называют ущельями (gulches). Для постоянной жизни человека пригодны северная и северо-западная части острова, там же расположены места, где корабли могут безопасно приставать к берегу.

## Климат

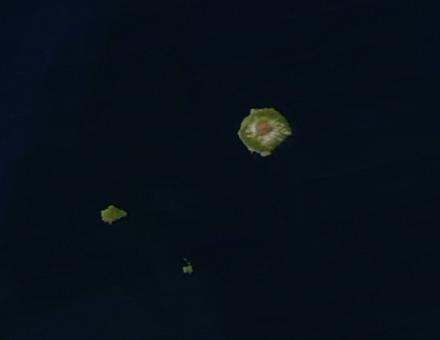
Вид архипелага из космоса (кроме острова Гоф)

Климат островов субтропический океанический. На острове Гоф среднемесячная температура колеблется от +9 °С до +14,5 °C, на северных островах — от +11 °С до +17,5 °C. Осадков в год выпадает от 2000 мм на севере до 2500 мм на острове Гоф.
По системе Кёппена, архипелаг расположен в зоне влажного океанического климата с умеренными температурами и частыми дождями. Характерно малое число солнечных дней из-за постоянно дующих западных ветров. Согласно классификации Трюарта, климат Тристан-да-Кунья является влажным субтропическим (в связи с отсутствием отрицательных температур). Количество дождливых дней примерно такое же, как на расположенных в северном полушарии (причём на гораздо более высокой широте) Алеутских островах, а продолжительность солнечного сияния такая же, как в городе Джуно на Аляске. Зимой температура не опускается ниже нуля (до высоты 500 метров), а летом не достигает и 25 °C. Поселение Sandy Point на восточном побережье считается наиболее тёплым и сухим местом острова, так как находится в низине, защищённой от преобладающих ветров.
| Показатель                                                                             | Янв.  | Фев.  | Март  | Апр.  | Май   | Июнь | Июль  | Авг.  | Сен.  | Окт.  | Нояб. | Дек.  | Год  |
| -------------------------------------------------------------------------------------- | ----- | ----- | ----- | ----- | ----- | ---- | ----- | ----- | ----- | ----- | ----- | ----- | ---- |
| Абсолютный максимум, °C                                                                | 23,7  | 24,4  | 24,4  | 22,4  | 20,3  | 18,7 | 17,8  | 17,3  | 17,1  | 18,4  | 22,4  | 21,8  | 24,4 |
| Средний суточный максимум, °C                                                          | 20,4  | 21,2  | 20,5  | 18,9  | 16,9  | 15,3 | 14,4  | 14,2  | 14,3  | 15,4  | 17,0  | 18,9  | 17,3 |
| Средняя температура, °C                                                                | 17,9  | 18,8  | 17,9  | 15,4  | 14,6  | 13,1 | 12,2  | 11,9  | 12,0  | 13,0  | 14,6  | 16,5  | 14,8 |
| Средний суточный минимум, °C                                                           | 15,4  | 16,2  | 15,3  | 11,9  | 12,3  | 10,9 | 10,0  | 9,6   | 9,7   | 10,6  | 12,2  | 14,1  | 12,4 |
| Абсолютный минимум, °C                                                                 | 10,9  | 11,8  | 10,3  | 9,5   | 7,4   | 6,3  | 4,8   | 4,6   | 5,1   | 6,4   | 8,3   | 9,7   | 4,6  |
| Среднее число солнечных часов в месяц                                                  | 139,5 | 144,0 | 145,7 | 129,0 | 108,5 | 99,0 | 105,4 | 105,4 | 120,0 | 133,3 | 138,0 | 130,2 |      |
| Среднее число дней с осадками                                                          | 18    | 17    | 17    | 20    | 23    | 23   | 25    | 26    | 24    | 22    | 18    | 19    |      |
| Норма осадков, мм                                                                      | 93    | 113   | 121   | 129   | 155   | 160  | 160   | 175   | 169   | 151   | 128   | 127   |      |
| Средняя влажность, %                                                                   | 79    | 77    | 75    | 78    | 78    | 79   | 79    | 79    | 78    | 79    | 79    | 80    |      |
| Источник: Worldwide Bioclimatic Classification System, Tristan's Climate in a Nutshell |       |       |       |       |       |      |       |       |       |       |       |       |      |

## Природа
На островах Тристан-да-Кунья нет млекопитающих (за исключением тюленей на берегу, мышей, завезённых на остров Гоф человеком, и, собственно, самого человека), а также рептилий и бабочек. Отдалённость островов от материка повлияла на животный и растительный мир. На островах множество растений-эндемиков, на острове Инаксессибл сохранилась самая маленькая нелетающая птица на Земле — пастушок острова Неприступного или тристанский пастушок. Кроме того, на островах обитает хохлатый пингвин.
Острова Гоф, Найтингейл и Инаксессибл объявлены заповедниками дикой природы.
Домашние животные и скот жителей острова Тристан-да-Кунья не дичают и не представляют поэтому большой опасности для природы.

## История
Считается, что северные острова архипелага в 1506 году открыл португалец Тристан (Триштан) да Кунья и назвал их своим именем, но на берег он не высаживался. Остров Гоф был открыт английским мореплавателем Чарльзом Гофом в 1731 году. 
Первым поселенцем на острове стал в 1810 году уроженец Массачусетса, американец Джонатан Ламберт, умерший в 1812 году. Он объявил себя суверенным правителем и единственным обладателем прав на архипелаг, назвав своё государство Острова Рефрешмент.
В 1816 году Великобритания аннексировала острова. До открытия Суэцкого канала острова имели стратегическое значение в связи с их расположением на пути из Европы и Америки в Индийский океан.
В 1961 году серьёзный ущерб острову нанесло новое извержение. Пострадала фабрика по производству консервированных морепродуктов, а жители были эвакуированы на остров Святой Елены и в Великобританию. Когда в 1963 году фабрику восстановили, многие жители вернулись на остров.
На островах выпускаются местные сувенирные монеты, имеющие спрос у туристов.

## Население
Остров Тристан-да-Кунья — единственный остров архипелага с постоянным населением. Главное поселение острова — Эдинбург Семи Морей — находится в северо-западной части острова. Другие поселения непостоянны и представляют собой научные базы и метеорологические станции. Население острова по переписи 2016 года — 267 человек. Все жители являются потомками переселившихся на остров с 1816 по 1908 год 8 мужчин (шотландца, голландца, двух англичан, двух итальянцев и двух американцев) и 7 женщин (5 африканок с острова Святой Елены и Кейптауна, а также двух ирландок). Имелись единичные случаи «притока свежей крови», когда местные жители вступали в брак с переселенцами из Великобритании. Расовый состав жителей острова: смешанный европейско-африканский, с преобладанием первого.
| Численность населения на 1 января | Численность населения на 1 января | Численность населения на 1 января | Численность населения на 1 января | Численность населения на 1 января | Численность населения на 1 января | Численность населения на 1 января | Численность населения на 1 января | Численность населения на 1 января | Численность населения на 1 января |
| 1810                              | 1851                              | 1880                              | 1901                              | 1925                              | 1931                              | 1946                              | 1956                              | 1966                              | 1976                              |
| --------------------------------- | --------------------------------- | --------------------------------- | --------------------------------- | --------------------------------- | --------------------------------- | --------------------------------- | --------------------------------- | --------------------------------- | --------------------------------- |
| 3                                 | ↗85                               | ↗102                              | ↘73                               | ↗135                              | ↗150                              | ↗230                              | ↗248                              | ↗267                              | ↗292                              |
| 1987                              | 2008                              | 2016                              | 2017                              |                                   |                                   |                                   |                                   |                                   |                                   |
| ↗296                              | ↘264                              | ↗271                              | ↘269                              |                                   |                                   |                                   |                                   |                                   |                                   |

Естественное движение населения:
| Год  | Рождений | Смертей | Естественный прирост |
| ---- | -------- | ------- | -------------------- |
| 2013 | 1        | 5       | -4                   |
| 2014 | 4        | 6       | -2                   |
| 2015 | 4        | 4       | 0                    |
| 2016 | 1        | 8       | -7                   |

На острове всего девять фамилий: Коллинс (Collins), Глэсс (Glass), Грин (Green), Хаган (Hagan), Лаварелло (Lavarello), Репетто (Repetto) (две последние — типичные лигурийские фамилии), Роджерс (Rogers), Сквибб (Squibb) и Суэйн (Swain).

## Правительство
Администратор (Шон Бернс), назначаемый губернатором (Майкл Клэнси) острова Святой Елены, является главой Совета острова, состоящего из одиннадцати человек — восьми избираемых и трёх назначаемых. Женщины в этом Совете должны иметь не менее одного места. Член Совета, получивший большинство голосов на выборах, назначается Главным островитянином (Chief Islander).

## Транспорт
Острова не связаны регулярными пассажирскими рейсами с материком, попасть туда можно лишь рыболовецкими и научными судами. Рыболовецкие суда из ЮАР ходят до острова Тристан-да-Кунья раз в месяц, на них оборудованы места для пассажиров. 

## Острова в литературе
На островах побывали герои романа Жюля Верна «Дети капитана Гранта» во время их кругосветного путешествия по 37-й параллели в поисках пропавшей экспедиции шотландского мореплавателя. Описание островов представлено в романе Эдгара По «Повествование Артура Гордона Пима из Нантакета». В романе «Пятнадцатилетний капитан» остров Тристан-да-Кунья был принят за остров Пасхи.
Действие романа Жюля Верна «Ледяной сфинкс» частично происходит на острове Тристан-да-Кунья.
Извержение вулкана, произошедшее в 1961 году, и его последствия описаны в романе Эрве Базена «Счастливцы с острова Отчаяния».
CERN 1 апреля 2012 года в шутку сообщил в «Твиттере», что в научно-исследовательском институте, расположенном на островах, была открыта новая частица — «foolion», что примерно можно перевести как «дурион».